# San Miguel de Sosa
San Miguel de Sosa är en ort i Mexiko.   Den ligger i kommunen Fresnillo och delstaten Zacatecas, i den centrala delen av landet, 600 km nordväst om huvudstaden Mexico City. San Miguel de Sosa ligger 2 142 meter över havet och antalet invånare är 202.
Terrängen runt San Miguel de Sosa är lite kuperad. Runt San Miguel de Sosa är det ganska glesbefolkat, med 38 invånare per kvadratkilometer. Närmaste större samhälle är Fresnillo, 7,4 km väster om San Miguel de Sosa. Omgivningarna runt San Miguel de Sosa är i huvudsak ett öppet busklandskap.